# Triángulo de Einthoven

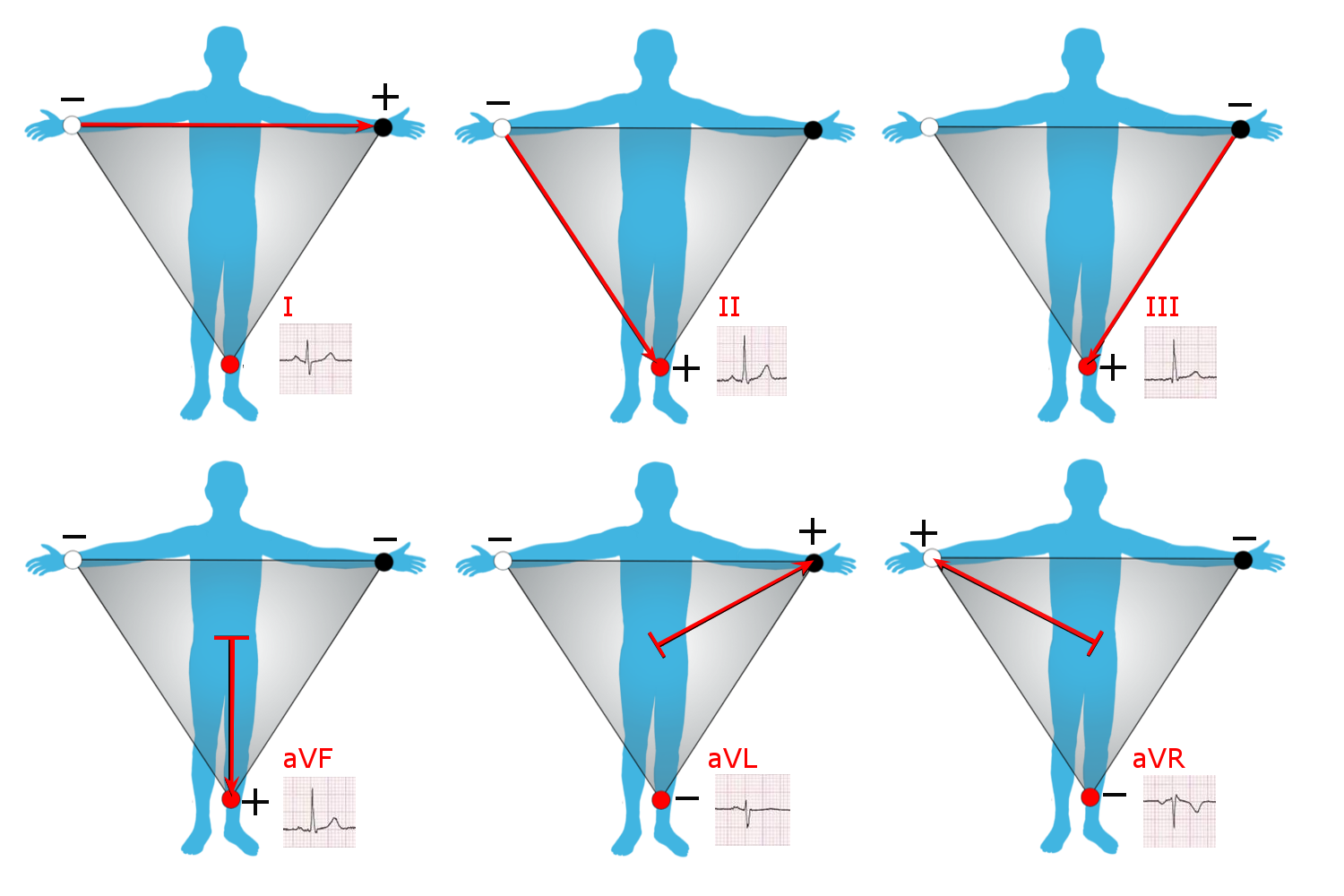
Representación gráfica del triángulo de Einthoven

El triángulo de Einthoven es una formación imaginaria de los tres límites de las extremidades del cuerpo humano que determinan en un triángulo virtual utilizado en electrocardiografía, formado por los dos hombros y uno de los tobillos. Los tres puntos forman un triángulo equilátero invertido con el corazón en el centro, que cuando se combinan los voltajes que se generan en sus electrodos, producen un potencial de acción cardíaca de valor cero. Recibió el nombre en honor a Willem Einthoven, quien teorizó el principio.
Einthoven utilizó estos puntos de medida, sumergiendo las manos y un pie del paciente, en unas cubetas de agua salada, empleados como electrodos que estaban conectados a su galvanómetro de filamento, que de hecho fue la primera máquina ECG práctica.

## Colocación de los electrodos

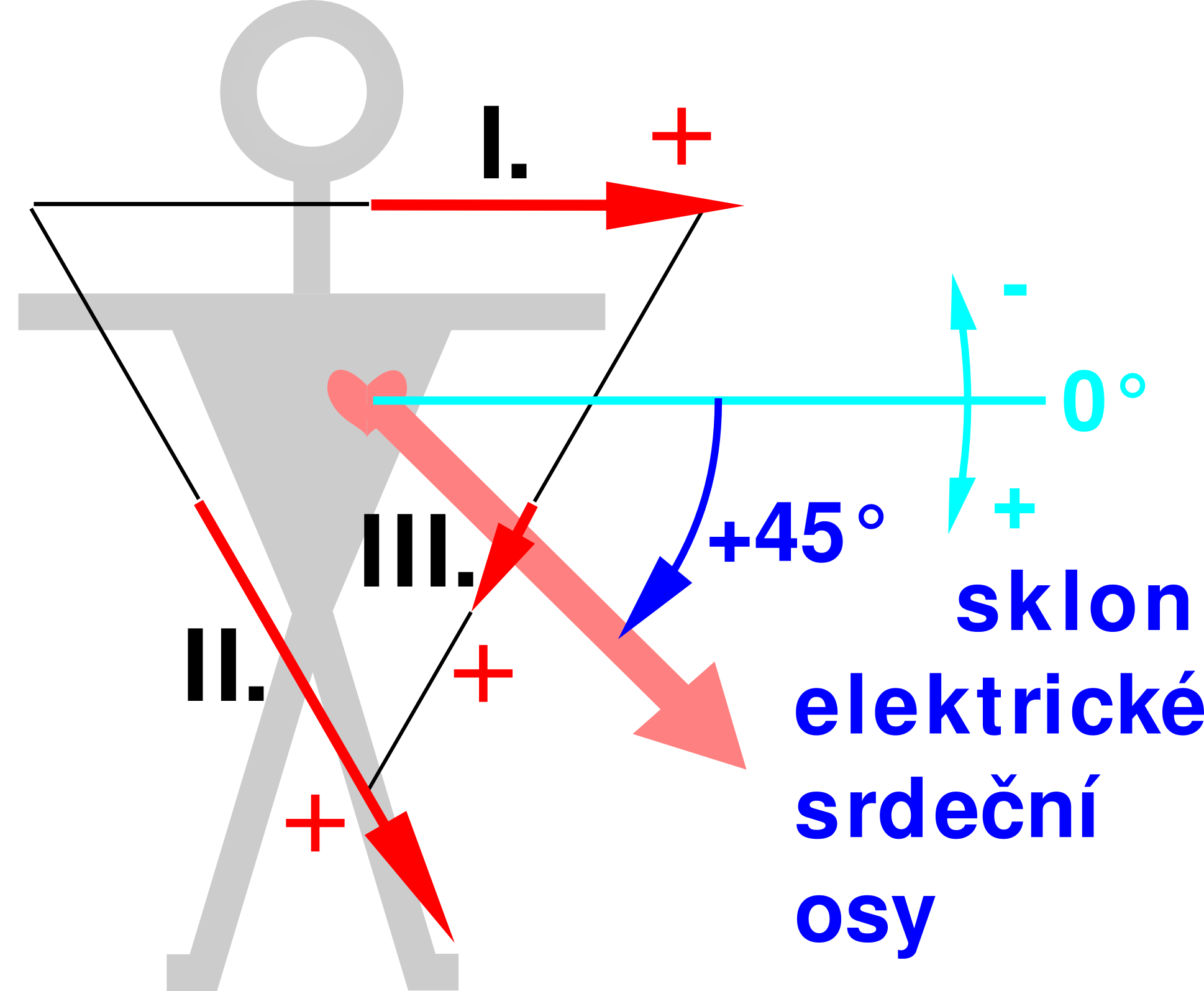
Esquematización del Triángulo de Einthoven

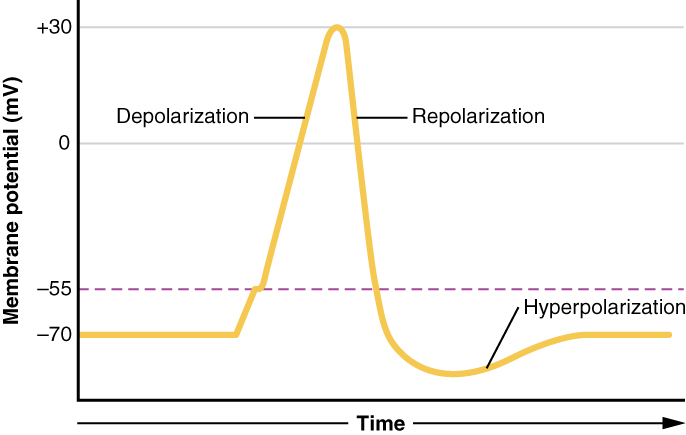
Potencial de acción en una neurona, mostrando la despolarización y la repolarización.

- Par-I - Este eje pasa de hombro a hombro hasta cada brazo, con el electrodo negativo conectado al brazo derecho y el electrodo positivo conectado al brazo izquierdo. Tiene un ángulo de orientación de 0 grados. [5]

{\displaystyle I=LA-RA}
- Par-II - este eje lleva sobre el brazo derecho (electrodo negativo) a la pierna izquierda (electrodo positivo). Tiene un ángulo de orientación de +60 grados.[5]

{\displaystyle II=LL-RA}
- Par-III - este eje va desde el brazo izquierdo (electrodo negativo) a la pierna derecha o izquierda (electrodo positivo). Tiene un ángulo de orientación de +120 grados.[5]

{\displaystyle III=LL-LA}
Los electrodos pueden conectarse a las extremidades en forma distal o proximal sin afectar a la lectura. Se añade un electrodo en la pierna derecha que actúa como reductor de interferencia y se puede conectar en cualquier lugar sin afectar a los resultados del ECG.
Cada Par mide el campo eléctrico creado por el corazón durante la despolarización y repolarización de los miocitos . El campo eléctrico puede representarse como un vector que cambia continuamente y se puede medir registrando la diferencia de tensión entre los electrodos.

## El triángulo de Einthoven y la colocación de los electrodos
Aunque el triángulo de Einthoven ya no se utiliza en los ECG contemporáneos, el triángulo puede ser útil en la identificación de una conexión incorrecta de los Pares. (La colocación incorrecta de los Pares puede provocar errores en la lectura, lo que daría paso a un diagnóstico erróneo).
- Si se intercambian los electrodos de los brazos entre sí, el Par-I cambia de polaridad, haciendo que el Par-II se convierta en el Par-III y viceversa.
- Si se intercambia el electrodo del brazo derecho con el electrodo de la pierna, el Par-II cambia de polaridad, forzando la conmutación del Par-I con el Par-III .
- Si se intercambia el electrodo del brazo izquierdo con el electrodo de la pierna, el Par-III cambia de polaridad, forzando la conmutación del Par-I con el Par-II .[7]